# Yigoga picturata
Yigoga picturata là một loài bướm đêm trong họ Noctuidae.